# Gressier
Gressier (haitisk kreol: Gresye) er en by i Port-au-Prince Arrondissement, provinsen Ouest i Haiti med omkring 25.000 indbyggere.

## Jordskælvet 2010
Et vurderingshold fra FN anslog at 40-50% af bygningerne i Gressier, herunder politistationen, blev ødelagt ved jordskælvet den 12.januar 2010.